# Bernhard Karl Stephan

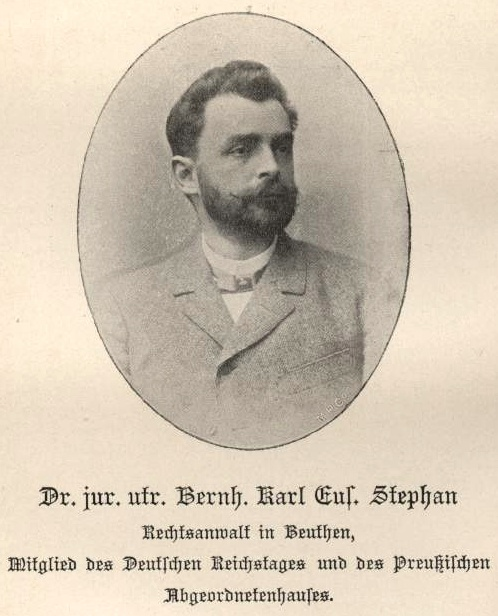
Bernhard Karl Stephan, um 1898

Bernhard Karl Eusebius Stephan (* 10. November 1855 in Ostrowo; † 8. August 1914 in Schomberg) war Jurist und Mitglied des Deutschen Reichstags.

## Leben
Stephan besuchte das Gymnasium in Schrimm und studierte Rechtswissenschaften an der Universität Breslau. 1876 wurde er zum Gerichtsreferendar ernannt und 1881 von der Universität Göttingen zum Doktor der Rechte promoviert und zum Gerichtsassessor ernannt. Ab 1882 war er Rechtsanwalt in Breslau, von 1883 bis einschließlich 1885 stellvertretender General-Bevollmächtigter einer größeren Land- und Forstwirtschaft sowie Bergbau und Industrie umfassenden oberschlesischen Verwaltung. Ab 1886 Rechtsanwalt in Beuthen und in dieser Zeit auch Mitglied des Kreisausschusses des Kreises Tarnowitz und der Handelskammer in Oppeln.
Ab 1895 war er auch Notar.
Von Mai 1892 bis 1903 war er Mitglied des Deutschen Reichstags für die Deutsche Zentrumspartei, von 1893 bis 1898 war er auch Mitglied des Preußischen Abgeordnetenhauses.